# アドルフ・フリードリヒ・フォン・デア・シューレンブルク

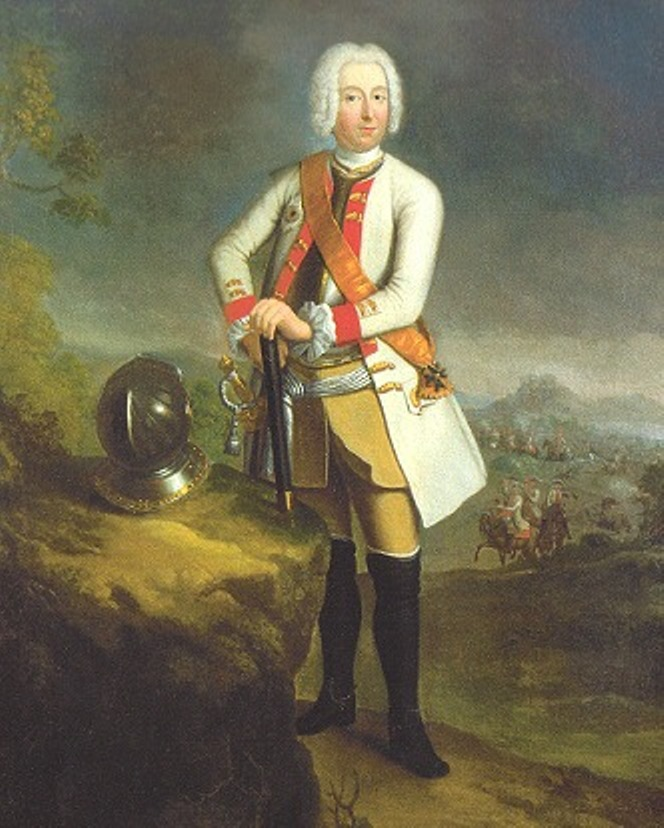
シューレンブルク＝ベーツェンドルフ伯爵アドルフ・フリードリヒ

アドルフ・フリードリヒ・フォン・デア・シューレンブルク＝ベーツェンドルフ（Adolph Friedrich von der Schulenburg-Beetzendorf, 1685年12月8日 - 1741年4月10日）は、プロイセン王国の貴族、軍人。爵位は帝国伯。最終階級は中将。

## 生涯
シューレンブルクはブラウンシュヴァイク＝ヴォルフェンビュッテル侯領のヴォルフェンビュッテルに生まれる。シューレンブルク家はその内に多くの分家を抱えて北ドイツの各地に領地を有した一族で、父アハツ・フリードリヒは現在のニーダーザクセン州ホルツミンデンはヘーレンの領主であり、またハノーファー選帝侯領の枢密顧問官を務めた。母マルガレーテ・ゲルトルートもシューレンブルク家の人物であり、著名な将軍ヨハン・マティアス・フォン・デア・シューレンブルクは母方の伯父であった。
シューレンブルクはリューネブルクの貴族学校で学び、またユトレヒトに遊学した。しかるのち、1705年にハノーファー軍に入り、叔父アレクサンダー・フォン・デア・シューレンブルクの騎兵連隊に所属してスペイン継承戦争への従軍を開始する。翌1706年ラミイの戦いに参加した。以後講和までネーデルラント戦線で戦い、1711年には少佐となった。ハノーファーやプロイセンがユトレヒト条約を結んで戦争から抜けた1713年、シューレンブルクはプロイセンに所属を転じて中佐となる。そして大北方戦争に従軍して1718年大佐に昇進した。同年アンナ・アーデルハイト・フォン・ヴァルテンスレーベンと結婚。
プロイセンに仕官してからしばらくしないうちに、シューレンブルクはフリードリヒ・ヴィルヘルム1世の信任を受けて行政や外交にも携わるようになった。1717年から始まった在地貴族に対する封建義務解除とその代わりとしての騎馬税課税問題で、アルトマルクの等族が課税に強硬に反対したとき、王は、アルトマルクに同族が多数いるシューレンブルクを対策のために派遣し、シューレンブルクは彼らの懐柔と説得に努めた。また外交では、王太子フリードリヒとエリーザベト・クリスティーネの婚約取り決めを皇帝カール6世に報告するにあたって、ヴォルフェンビュッテル公領出身のシューレンブルクが使者として用いられた。以後シューレンブルクは王太子の友情も得て、王太子を王の勘気から守る役割を果たした。
この間シューレンブルクは、1724年第3竜騎兵連隊シェフとなり、1728年少将に任じられている。またこの年、後継者のいないヨハン・マティアスから、皇帝の許しを得て帝国伯の地位を譲渡された。1733年に開始されたポーランド継承戦争にも従軍し、王太子を補佐している。
1740年にフリードリヒ・ヴィルヘルムが死去して大王が即位したとき、シューレンブルクは駐屯地から飛んできて大王に祝辞を言上したが、大王は命令も受けていないのに部隊を放っぽり出してやって来たシューレンブルクを咎めた。失寵したと思ってシューレンブルクが暇乞いをすると、大王はそれを否定して彼を中将に昇進させ、黒鷲勲章を授与した。
その後大王はシューレンブルクの連隊を査閲したが、評価は悪く、シューレンブルクは注意を受けた。シューレンブルクの第3竜騎兵連隊は先王の時代、高い評価を受けて擲弾兵の呼称と帽子を与えられ、他の連隊より一格上の扱いを受けていたが、それは先王の好みに沿って大柄な兵士を集めたことによるもので、実戦に向けて問題が少なくなかった。オーストリア継承戦争にシューレンブルクと彼の連隊が従軍したとき、その問題はすぐ明らかになった。年明け1741年の2月、シューレンブルク連隊のある1中隊が前線を移動する大王の護衛を任された際、バウムガルテンの戦いでオーストリアの軽歩騎兵の混合部隊に襲撃され、敵に翻弄される不手際を晒した。大王は怒って連隊から擲弾兵の待遇を剥奪し、シューレンブルクを叱責した。
そしてモルヴィッツの戦いにおいて、シューレンブルクは彼の連隊を中心とする右翼騎兵部隊を指揮したが、カール・ヨアヒム・フォン・レーマーのオーストリア騎兵軍団に突撃され、散々に打ち破られた。シューレンブルクはなんとか部隊を立て直そうと力を尽くし、近くにいた中隊とともに敵に突撃したが、馬を撃たれて落馬し、さらに敵騎兵に顔を斬られ、左の眼球が零れて彼の頬のうえにぶら下った。シューレンブルクはハンカチで傷を押さえて新しい馬に乗り、戦闘を継続しようとしたが敵騎兵に頭を撃たれて戦死した。会戦後、シューレンブルクはベーツェンドルフの一族の教会に葬られた。

## 参考資料
- ADB:Schulenburg,_Adolf_Friedrich_Graf_von_der Allgemeine Deutsche Biographie, herausgegeben von der Historischen Kommission bei der Bayerischen Akademie der Wissenschaften, Band 32 (1891), ab Seite 660, Digitale Volltext-Ausgabe in Wikisource
- de:Adolph Friedrich von der Schulenburg (17:00, 2. Aug. 2009 UTC)